# Olympische Winterspiele 1968/Teilnehmer (Vereinigte Staaten)
| Gelbes Symbol für Goldmedaillen mit stilisierten Olympischen Ringen | Graues Symbol für Silbermedaillen mit stilisierten Olympischen Ringen | Braundes Symbol für Bronzemedaillen mit stilisierten Olympischen Ringen |
| ------------------------------------------------------------------- | --------------------------------------------------------------------- | ----------------------------------------------------------------------- |
| 1                                                                   | 5                                                                     | 1                                                                       |

Die Vereinigten Staaten nahmen an den X. Olympischen Winterspielen 1968 im französischen Grenoble mit einer Delegation von 96 Athleten in zehn Disziplinen teil, davon 75 Männer und 21 Frauen. Mit einer Goldmedaille, fünf Silbermedaillen und einer Bronzemedaille platzierten sich die Vereinigten Staaten auf Rang acht im Medaillenspiegel. Die Goldmedaille ging an Peggy Fleming, die Olympiasiegerin im Eiskunstlauf wurde.
Fahnenträger bei der Eröffnungsfeier war der Eisschnellläufer Richard McDermott. 1964 war er Olympiasieger über 500 Meter geworden.

## Teilnehmer nach Sportarten

### Biathlon
- John Ehrensbeck
4 × 7,5 km Staffel: 8. Platz (2:28:35,5 h)

- Jonathan Chaffee
20 km Einzel: 49. Platz (1:34:21,1 h)

- Bill Spencer
20 km Einzel: 37. Platz (1:30:17,7 h)
4 × 7,5 km Staffel: 8. Platz (2:28:35,5 h)

- Ralph Wakley
20 km Einzel: 27. Platz (1:27:32,9 h)
4 × 7,5 km Staffel: 8. Platz (2:28:35,5 h)

- Edward Williams
20 km Einzel: 45. Platz (1:32:24,5 h)
4 × 7,5 km Staffel: 8. Platz (2:28:35,5 h)

### Bob
Männer, Zweier
- Paul Lamey, Robert Huscher (USA-1)
6. Platz (4:46,03 min)

- Howard Clifton, Michael Luce (USA-2)
11. Platz (4:49,31 min)

Männer, Vierer
- Bill Hickey, Howard Clifton, Michael Luce, Paul Savage (USA-1)
15. Platz (2:20,37 min)

- Bob Said, David Dunn, Robert Crowley, Phil Duprey (USA-2)
10. Platz (2:19,56 min)

### Eishockey
Männer
| - Herb Brooks - John Cunniff - Jack Dale - Craig Falkman - Robert Gaudreau senior - Paul Hurley - Tom Hurley - Leonhard Lilyholm - Jim Logue | - John Morrison - Lou Nanne - Bob Paradise - Larry Pleau - Bruce Riutta - Donald Ross - Pat Rupp - Larry Stordahl - Doug Volmar |

- 6. Platz

### Eiskunstlauf
Männer
- John Misha Petkevich
6. Platz (1806,2)

- Gary Visconti
5. Platz (1810,2)

- Tim Wood
Silber  (1891,6)

Frauen
- Peggy Fleming
Gold  (1970,5)

- Janet Lynn
9. Platz (1698,7)

- Albertina Noyes
9. Platz (1797,3)

Paare
- JoJo Starbuck & Kenneth Shelley
13. Platz (176,0)

- Sandi Sweitzer & Roy Wagelein
7. Platz (294,5)

- Cynthia Kauffman & Ronald Kauffman
6. Platz (297,0)

### Eisschnelllauf
Männer
- Neil Blatchford
500 m: 5. Platz (40,7 s)

- Roger Capan
1500 m: 34. Platz (2:13,6 min)

- Bill Cox
5000 m: 25. Platz (7:58,1 min)
10.000 m: 25. Platz (17:08,2 min)

- Tom Gray
500 m: 21. Platz (41,6 s)

- Bill Lanigan
1500 m: 24. Platz (2:11,7 min)
5000 m: 24. Platz (7:57,7 min)
10.000 m: 21. Platz (16:50,1 min)

- Wayne LeBombard
1500 m: 23. Platz (2:11,2 min)
5000 m: 28. Platz (8:03,8 min)

- Richard McDermott
500 m: Silber  (40,5 s)

- John Wurster
500 m: 5. Platz (40,7 s)

- Richard Wurster
1500 m: 19. Platz (2:08,4 min)

Frauen
- Jeanne Ashworth
1000 m: 7. Platz (1:34,7 min)
1500 m: 16. Platz (2:30,3 min)
3000 m: 10. Platz (5:14,0 min)

- Toy Dorgan
3000 m: 14. Platz (5:17,6 min)

- Jenny Fish
500 m: Silber  (46,3 s)
1000 m: 23. Platz (1:38,4 min)

- Dianne Holum
500 m: Silber  (46,3 s)
1000 m: Bronze  (1:33,4 min)
1500 m: 13. Platz (2:28,5 min)
3000 m: 9. Platz (5:13,3 min)

- Mary Meyers
500 m: Silber  (46,3 s)

- Jeanne Omelenchuk
1500 m: 25. Platz (2:35,5 min)
3000 m: 11. Platz (5:14,9 min)

### Nordische Kombination
- John Bower
Einzel (Normalschanze / 15 km): 13. Platz (411,16)

- Georg Krog
Einzel (Normalschanze / 15 km): 22. Platz (383,76)

- Jim Miller
Einzel (Normalschanze / 15 km): 26. Platz (378,38)

- Tom Upham
Einzel (Normalschanze / 15 km): 39. Platz (325,17)

### Rennrodeln
Männer, Einsitzer
- Mike Hessel
30. Platz (3:00,62 min)

- Kim Layton
26. Platz (2:58,64 min)

- James Murray
28. Platz (3:00,00 min)

- Robin Partch
46. Platz (3:29,67 min)

Männer, Doppelsitzer
- Mike Hessel & Jim Moriarty
Rennen im ersten Lauf nicht beendet

Frauen
- Sheila Johansen
17. Platz (2:35,47 min)

- Kathleen Ann Roberts-Homstad
14. Platz (2:33,60 min)

- Ellen Williams
16. Platz (2:35,15 min)

### Ski Alpin
Männer
- Jim Barrows
Abfahrt: Rennen nicht beendet

- Rick Chaffee
Riesenslalom: 15. Platz (3:36,19 min)
Slalom: 9. Platz (1:41,19 min)

- Jere Elliott
Abfahrt: Rennen nicht beendet

- Jimmy Heuga
Riesenslalom: 10. Platz (3:33,89 min)
Slalom: 7. Platz (1:40,97 min)

- Billy Kidd
Abfahrt: 18. Platz (2:03,40 min)
Riesenslalom: 5. Platz (3:32,37 min)
Slalom: Rennen im Finale nicht beendet

- Dennis McCoy
Abfahrt: 21. Platz (2:04,82 min)

- Vladimir Sabich
Riesenslalom: 14. Platz (3:36,15 min)
Slalom: 5. Platz (1:40,49 min)

Frauen
- Wendy Allen
Riesenslalom: 22. Platz (2:00,03 min)
Slalom: disqualifiziert

- Suzy Chaffee
Abfahrt: 28. Platz (1:48,50 min)
Riesenslalom: 17. Platz (1:58,38 min)

- Kiki Cutter
Abfahrt: 17. Platz (1:44,94 min)
Riesenslalom: 21. Platz (1:59,82 min)
Slalom: disqualifiziert

- Rosie Fortna
Slalom: disqualifiziert

- Judy Nagel
Riesenslalom: 12. Platz (1:57,39 min)
Slalom: disqualifiziert

- Sandy Shellworth
Abfahrt: 21. Platz (1:46,53 min)

### Skilanglauf
Männer
- John Bower
4 × 10 km Staffel: 12. Platz (2:21:30,4 h)

- Larry Damon
15 km: 55. Platz (55:07,2 min)
50 km: 32. Platz (2:41:25,2 h)

- Mike Elliott
15 km: 41. Platz (52:40,8 min)
30 km: 29. Platz (1:42:22,6 h)
50 km: 30. Platz (2:40:38,5 h)
4 × 10 km Staffel: 12. Platz (2:21:30,4 h)

- Mike Gallagher
15 km: 34. Platz (52:02,4 min)
30 km: 27. Platz (1:41:58,2 h)
50 km: 22. Platz (2:36:26,1 h)
4 × 10 km Staffel: 12. Platz (2:21:30,4 h)

- Bob Gray
15 km: 48. Platz (53:24,8 min)
4 × 10 km Staffel: 12. Platz (2:21:30,4 h)

- Charles Kellogg
30 km: 51. Platz (1:50:03,7 h)
50 km: 36. Platz (2:44:00,4 h)

- Jon Lufkin
30 km: 55. Platz (1:51:21,2 h)

### Skispringen
- Bill Bakke
Normalschanze: 40. Platz (180,8)
Großschanze: 34. Platz (175,5)

- John Balfanz
Normalschanze: 33. Platz (189,7)
Großschanze: 42. Platz (169,8)

- Jay Martin
Großschanze: 43. Platz (163,8)

- Jay Rand
Normalschanze: 42. Platz (178,4)
Großschanze: 35. Platz (174,7)

- Adrian Watt
Normalschanze: 44. Platz (174,0)